# Identidad cristiana
La identidad cristiana es una interpretación racista, antisemita y supremacista blanca del cristianismo protestante que sostiene que solo los descendientes germánicos, anglosajones, celtas, nórdicos, arios y los de sangre afín son los descendientes de Abraham, Isaac y Jacob y, por lo tanto, los descendientes de los antiguos israelitas.
No se trata de una religión organizada, ni está relacionada con denominaciones cristianas específicas; en cambio, es practicado independientemente por algunos individuos, congregaciones y bandas carcelarias.
Su teología promueve una interpretación racial del cristianismo. Las creencias de la identidad cristiana fueron desarrolladas y promovidas principalmente por autores que consideraban a los europeos como el pueblo elegido y a los judíos como la descendencia maldita de Caín, o la Semilla de la Serpiente, (una creencia conocida como la doctrina Serpent seed).
Las sectas supremacistas blancas y las pandillas de las prisiones adoptaron muchas de estas enseñanzas religiosas.
El movimiento de la identidad cristiana mantiene que todas las personas no blancas, deben ser exterminadas o esclavizadas, para servir a la raza blanca en el nuevo Reino celestial en la Tierra, bajo el reinado de Jesucristo. Su doctrina establece que solo los descendientes de Adán, (según ellos solamente los arios), pueden alcanzar la salvación y el paraíso. Muchos adherentes a la identidad cristiana son milenialistas. La identidad cristiana es un movimiento supremacista blanco y fundamentalista cristiano, cuyo objetivo es implantar una teocracia cristiana en los Estados Unidos de América, Los miembros de la identidad cristiana creen que América del Norte es la verdadera Tierra Prometida, según su creencia en la teoría del israelismo británico.
Un terrorista que estuvo relacionado con el movimiento de la identidad cristiana fue Eric Rudolph, el responsable de un atentado terrorista ocurrido en Atlanta en 1996, en el Parque Olímpico del Centenario, durante los Juegos Olímpicos de Atlanta de 1996, y tres atentados de carácter homofóbico y antiabortista cometidos con explosivos.

## Historia
El movimiento surgió en los Estados Unidos en las décadas de 1920 y 1930 como una rama del israelismo británico.
La idea de que las "razas inferiores" se mencionan en la Biblia (en contraste con los arios) se planteó en el libro de 1905 Theozoology; o The Science of the Sodomite Apelings and the Divine Electron por Jörg Lanz von Liebenfels, un escritor völkisch visto por muchos historiadores como una gran influencia en el nazismo. Adolf Hitler, sin embargo, no suscribió la creencia de que los israelitas de la Biblia eran arios. En un discurso que pronunció el Führer en Múnich, en 1920, titulado "Por qué somos antisemitas", se refirió y menospreció al patriarca Abraham como racialmente judío.
Mientras que los primeros israelitas británicos como Edward Hine y John Wilson eran filosemitas, la identidad cristiana surgió en un marcado contraste como una teología fuertemente antisemita. La Liga Antidifamación (ADL) describe el surgimiento de la identidad cristiana del israelismo británico como un «giro feo».
Otra fuente describe el surgimiento de la identidad cristiana del israelismo británico como una transición notable, al tiempo que señala que los israelitas británicos tradicionales eran defensores del filosemitismo que paradójicamente cambió a antisemitismo y racismo bajo la identidad cristiana. De hecho, el israelismo británico tenía varios seguidores judíos, y también recibió el apoyo de los rabinos durante todo el siglo XIX; dentro de la política británica apoyó a Benjamin Disraeli, que descendía de judíos sefardíes.
Sin embargo, la identidad cristiana, que surgió en la década de 1920, comenzó a volverse antisemita al enseñar la creencia de que los judíos no descienden de la tribu de Judá (como sostienen los israelitas británicos), sino que descienden de Satanás o de los jázaros. La forma de creencia angloisraelí no tenía opiniones antisemitas, en cambio, sus seguidores sostuvieron la opinión de que los judíos constituían una minoría de las tribus de Israel (Judá y Benjamín), y los británicos y otros pueblos arios del norte de Europa constituían el resto.

### Primeros años

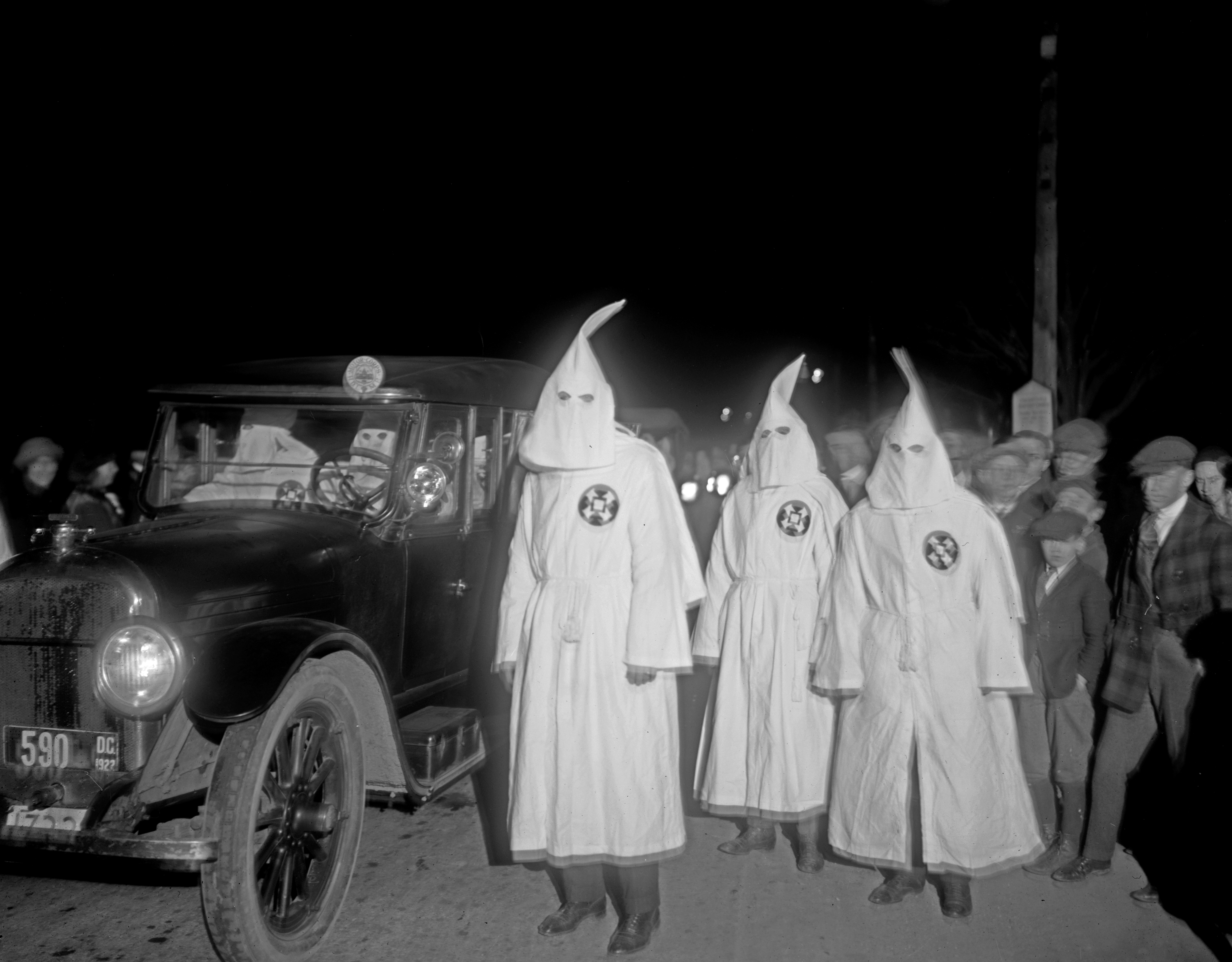
Ku Klux Klan en Virginia.

La identidad cristiana se remonta a 1886 con la publicación del libro Lost Israel Found in the Anglo-Saxon Race por E.P. Ingersoll. Esto fue seguido en la década de 1920 por los escritos de Howard B. Rand (1889-1991).
Rand era un abogado de Massachusetts que obtuvo un título en la Universidad de Maine. Fue criado como un angloisraelita y su padre le presentó la obra de J. H. Allen El cetro de Judá y el Derecho de nacimiento de José (1902), a una edad temprana. Si bien el padre de Rand no era antisemita, ni Rand en sus primeros años de angloisraelita tampoco lo era, Rand agregó por primera vez un elemento antisemita al israelismo británico en la década de 1920. Rand afirmó ya en 1924 que los judíos no descendían realmente de la tribu de Judá, sino que eran descendientes de Esaú o los cananeos. Sin embargo, Rand nunca afirmó que los judíos modernos fueran descendientes de Satanás, o que fueran de alguna manera inferiores; él simplemente afirmó que no eran los verdaderos descendientes lineales de Judá. Por esta razón, Rand se considera una figura de transición del israelismo británico a la identidad cristiana, pero no su fundador real.
Rand es conocido como la primera persona en acuñar el término "identidad cristiana". Rand había establecido la Federación Anglosajona de América en 1933 que promovió su opinión de que los judíos no descendían de Judá; Esto marcó la primera transición clave del israelismo británico a la identidad cristiana. A partir de mayo de 1937, hubo reuniones clave de israelistas británicos en los Estados Unidos que se sintieron atraídos por la teoría de Rand de que los judíos no descendían de Judá. Esto proporcionó el catalizador para la eventual aparición de la identidad cristiana. A fines de la década de 1930, el grupo consideraba que los judíos eran descendientes de Satanás y los demonizaba, al mismo tiempo, los seguidores de la identidad cristiana consideraban inferiores a las razas no caucásicas. William Dudley Pelley, fundador del movimiento clerofascista Legión de Plata, también promovió una forma antisemita del israelismo británico a principios de la década de 1930. Los vínculos entre la identidad cristiana y el Ku Klux Klan también surgieron a fines de la década de 1930, aunque el KKK había pasado la cima de su renacimiento a principios del siglo XX.

### Desarrolladores clave

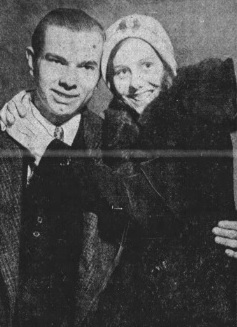
El pastor Wesley A. Swift y su esposa, 14 de diciembre de 1932.

El pastor Wesley A. Swift (1913–1970) es considerado por el FBI como la figura más importante en los primeros años del movimiento de la identidad cristiana. Swift nació en Nueva Jersey, y finalmente se mudó a Los Ángeles para asistir al colegio bíblico. Se afirma que pudo haber sido un "organizador del Ku Klux Klan y un instructor del equipo de fusiles del Klan".
En 1946, fundó su propia iglesia en Lancaster, California. En la década de 1950, fue el representante de la Cruzada Cristiana Nacionalista, de Gerald L. K. Smith, en la Costa Oeste de los Estados Unidos. Además, presentó un programa de radio diario en California durante las décadas de 1950 y 1960, a través de dicho programa proclamaba su ideología ante la audiencia. Debido a los esfuerzos de Swift, el mensaje de su iglesia se extendió, llevando a la creación de iglesias similares en todo el país.
En 1957, el nombre de su iglesia fue cambiado y esta pasó a llamarse la Iglesia de Jesucristo Cristiano, a partir de esta iglesia surgió el grupo Nación Aria (en inglés estadounidense: Aryan Nations). Uno de los asociados de Swift fue el coronel retirado William Potter Gale (1917–1988). Según afirmaciones de fiabilidad desconocida, Gale había ayudado previamente al general Douglas MacArthur y había coordinado la resistencia guerrillera en Filipinas durante la Segunda Guerra Mundial. Gale se convirtió en una figura destacada en los movimientos paramilitares y en contra de los impuestos en los años setenta y ochenta, comenzando con los Rangers de California y el Posse Comitatus, y ayudó a fundar el movimiento de milicias.
Numerosas iglesias de identidad cristiana predican mensajes similares. Algunos defienden una retórica más violenta que otros, pero todos creen que los arios son la raza elegida de Dios. El fundador del grupo Naciones Arias, el ingeniero aeroespacial Richard Girnt Butler, fue presentado a Wesley A. Swift por el coronel retirado William  Potter Gale. Hasta entonces, Butler había admirado al teniente coronel George Lincoln Rockwell y al senador Joseph McCarthy, y había sido relativamente secular. Swift lo convirtió rápidamente a la identidad cristiana. Cuando Swift murió, Butler se hizo cargo de la iglesia, para consternación aparente de Potter Gale y la familia de Wesley A. Swift. Ni Butler ni Gale rivalizaban con Swift como un orador dinámico, y la asistencia disminuyó bajo el nuevo pastor. Butler eventualmente renombró a la organización como la Iglesia de Jesucristo Cristiano Naciones Arias y la trasladó a Hayden Lake, Idaho.
Figuras menores participaron cuando la teología de la identidad cristiana tomó forma en las décadas de 1940 y 1950, como San Jacinto Capt, un ministro bautista y miembro del Klan de California (quien afirmó que había presentado a Wesley Swift a la identidad cristiana); y Bertrand Comparet (1901–1983), un abogado adjunto de la Ciudad de San Diego (y abogado de Gerald L. K. Smith). Pero en su mayor parte, los grupos de la identidad cristiana de hoy parecen haber sido generados por Wesley Swift, a través de sus lugartenientes William Potter Gale y Richard Girnt Butler.

## Creencias
En lugar de ser una religión organizada, la identidad cristiana se adhiere a individuos, congregaciones independientes y algunas pandillas carcelarias con una teología supremacista blanca que promueve una interpretación racial del cristianismo.
Las creencias de la identidad cristiana fueron desarrolladas y promovidas principalmente por dos autores que consideraron a los europeos como el pueblo elegido y a los judíos como los descendientes malditos de Caín, o la Semilla de la Serpiente, una creencia conocida como la doctrina de la semilla dual (dual-seed), que postula que Caín era hijo de Eva y la Serpiente). Uno de los primeros promotores de la identidad cristiana, el reverendo Wesley A. Swift (1913–1970), formuló la doctrina de que los arios son el verdadero pueblo elegido de Dios.
La teología fue promovida por George Lincoln Rockwell (1918 - 1967), el fundador del Partido Nazi Americano. No hay un documento único que contiene todo el sistema de creencias de la identidad cristiana, hay mucho desacuerdo sobre las doctrinas que enseñan quienes se adscriben a las creencias de la identidad cristiana (Christian identity), ya que no hay una organización central ni una sede central para sus seguidores, todos los seguidores de la identidad cristiana, creen que Adán y su descendencia eran exclusivamente arios blancos, y que las otras razas pre-Adanitas son especies distintas y separadas que no descienden de los blancos y arios Adanitas.
Los adherentes de la identidad cristiana citan pasajes del Antiguo Testamento, que incluyen Esdras 9:2-12 y Nehemías 13:27, que afirman que contienen órdenes de Dios Padre Yahveh contra los matrimonios interraciales. Los creyentes de la identidad cristiana rechazan las doctrinas de la mayoría de las denominaciones cristianas contemporáneas y rechazan que las promesas hechas por Dios al pueblo de Israel (Am Israel), a través de los patriarcas: Abraham, Isaac y Jacob, se han ampliado para crear un nuevo pueblo espiritual en la Iglesia cristiana.
El movimiento de la identidad cristiana recibió la atención generalizada de los principales medios de comunicación en 1984, cuando la organización nacionalista blanca conocida como "La Orden" se embarcó en una ola de crímenes y asesinatos antes de ser suprimida por el FBI.
El organizador del movimiento de milicias Gordon Kahl, cuya muerte en un tiroteo en 1983 con las autoridades federales ayudó a inspirar al grupo supremacista "La Orden", también tenía conexiones con el movimiento de la identidad cristiana. El movimiento volvió a la atención pública en 1992 y 1993, a raíz del Asedio de Ruby Ridge, cuando los periódicos descubrieron que el ex-boina verde y separatista blanco de extrema derecha Randy Weaver tenía una asociación flexible con los creyentes de la identidad cristiana.
Se estima que estos grupos tienen dos mil miembros en los Estados Unidos y un número desconocido en Canadá y el resto de la Mancomunidad de Naciones británica. Debido a la promoción de las doctrinas de la identidad cristiana a través de la radio y luego a través de Internet, se cree que otras cincuenta mil personas no afiliadas tienen creencias de identidad cristiana. Se cree que la principal difusión de las enseñanzas de la identidad cristiana es a través de las pandillas racistas de las prisiones.

## Teología
Los partidarios de la identidad cristiana afirman que los pueblos blancos de Europa o los caucásicos en general son los siervos de Dios, de acuerdo con las promesas que se hicieron a los patriarcas Abraham, Isaac y Jacob.
Afirma además que las primeras tribus europeas fueron realmente las Diez tribus perdidas de Israel y, por lo tanto, los herederos legítimos de las promesas de Dios y el pueblo elegido de Dios. Colin Kidd escribió que en los Estados Unidos, los promotores de la identidad cristiana explotaron el misterio de las diez tribus perdidas de Israel, para justificar una agenda abiertamente antisemita, y virulentamente racista y supremacista.
La identidad cristiana es una importante teología unificadora para varios grupos diversos de cristianos nacionalistas blancos. Es un sistema de creencias que proporciona a sus miembros una base religiosa para el separatismo blanco. Herbert W. Armstrong es descrito incorrectamente por algunos de sus críticos, así como por los partidarios de la identidad cristiana, como haber apoyado la identidad cristiana, debido a su creencia en una forma modificada del israelismo británico, y al hecho de que durante su vida, propuso celebraciones favorecidas por muchos grupos de la identidad cristiana, como el sabatarianismo del séptimo día y los festivales bíblicos. La Iglesia de Dios Universal que fundó Armstrong no se suscribió al antisemitismo comúnmente defendido por los grupos de identidad cristianos o israelistas, sino que se adhirió a las creencias tradicionales del israelismo británico, es decir, la creencia de que los judíos de hoy en día son descendientes de la Tribu de Judá, mientras que los anglosajones, celtas, escandinavos, pueblos germánicos, etcétera, son descendientes de las diez tribus perdidas de Israel, antes conocidas como el Reino del Norte.

### Teología de las Dos Casas
Al igual que los israelitas británicos, los seguidores de la identidad cristiana creen en la teología de las dos casas, que hace una distinción entre la Tribu de Judá y las diez tribus perdidas de la casa de Israel. Sin embargo, la principal diferencia entre el israelismo británico y la identidad cristiana, es que los israelitas británicos, han mantenido que los judíos descienden de la Tribu de Judá, en contraste, aunque también mantienen la distinción de las dos casas, los defensores de la identidad cristiana, creen que los verdaderos descendientes y herederos del Reino de Judá, no son los judíos contemporáneos, sino los europeos arios blancos, la Raza aria, cuyos antepasados se establecieron principalmente en Inglaterra, Escocia, Alemania, y en otras naciones europeas, junto con la Casa de David. En resumen, los partidarios de la identidad cristiana creen que en lugar de los judíos de hoy en día, los verdaderos descendientes de las Casas de Israel y Judá son los pueblos anglosajones, celtas, germanos, nórdicos y otros pueblos afines de hoy en día. Algunos estudiosos de la identidad cristiana enseñan la creencia de que los judíos contemporáneos son descendientes de Caín, citando Génesis 3:15, Juan 8:44 y 1 Juan 3:12 en apoyo de su posición; También enseñan que Caín fue un engendro de Satanás.
Se enseña que "Israel" fue el nombre dado a Jacob después de que luchó con el ángel en Penuel como se describe en Génesis 32:26-32. "Israel" tuvo doce hijos, que comenzaron las Doce Tribus de Israel. En 975 a. C. las diez tribus del norte se rebelaron, se separaron del sur, y se convirtieron en el Reino de Israel. Después de que fueron posteriormente conquistadas por Asiria aproximadamente en el 721 a. C., las diez tribus desaparecieron del registro bíblico y se las conoció como las Tribus perdidas de Israel.
De acuerdo con la doctrina de la identidad cristiana, 2 Esdras 13:39–46 registra la historia de la nación de Israel viajando por las montañas del Cáucaso, a lo largo del Mar Negro, hasta el afluente Ar Sereth del Danubio en Rumanía ("Pero formaron este plan para ellos mismos, que dejarían la multitud de las naciones e irían a una región más distante, donde ningún ser humano había vivido ... A través de esa región había un largo camino por recorrer, un viaje de año y medio, y eso el país se llama Arzaret "). Las tribus prosperaron y finalmente colonizaron otros países europeos. La tribu líder de Israel, la Tribu de Dan, se atribuye al establecimiento y el nombramiento de muchas áreas que hoy se distinguen por nombres de lugares derivados de su nombre: el hebreo antiguo escrito no contiene vocales y, por lo tanto, "Dan" se escribiría como DN, pero sería pronunciado con una vocal intermedia que depende del dialecto local, lo que significa que Dan, Den, Din, Don y Dun tienen el mismo significado. Se dice que varios nombres de lugares modernos derivan del nombre de esta tribu:
- Macedonia - Macedonia - derivada de Moshé-don-ia (Moshé es "la tierra de Moisés")
- Danubio - Dan-ube, Dniéster - Dn-eister, Dniéper - Dn-eiper, Donetz - Don-etz, Danzig - Dan-zig, Don - Don

Algunos seguidores afirman que la genealogía de la identidad de la línea davídica se puede rastrear hasta los gobernantes reales de Gran Bretaña y la propia Reina Isabel II del Reino Unido. Según el israelismo británico, los anglosajones son los verdaderos israelitas, el pueblo elegido por Dios a quien se le dio el Derecho divino de los reyes para gobernar el Mundo hasta la segunda venida de Cristo.

### Preadanismo
Un principio importante de la identidad cristiana es la teoría preadanita. Los seguidores de la identidad cristiana creen que Adán y Eva son solo los antepasados de los blancos, y que Adán y Eva fueron precedidos por razas inferiores no caucásicas llamadas "bestias del campo", por ejemplo, las "bestias" que vestían de cilicio y clamaban a Dios (Jonás 3:8), son identificadas como la raza negra por los seguidores de la identidad cristiana. Para apoyar su teoría sobre la identidad racial de Adán, los defensores de la identidad cristiana señalan que la palabra hebrea Adam, se puede traducir como "persona de piel rosada o rojiza, cuya sangre se puede ver en su cara", a menudo citando el diccionario hebreo de James Strong, y de esto concluyen que solamente en los arios y en las personas de tez blanca, la piel del rostro puede sonrojarse, o tener un color rosado o rojizo, porque la hemoglobina solo es visible bajo la piel blanca, la palabra Dam significa sangre en hebreo. Los defensores de la identidad cristiana creen que Adán fue creado por Dios hace 6.000 años, mientras que las razas no caucásicas se crearon durante épocas mucho más antiguas en los otros continentes.

### Semilla de la serpiente

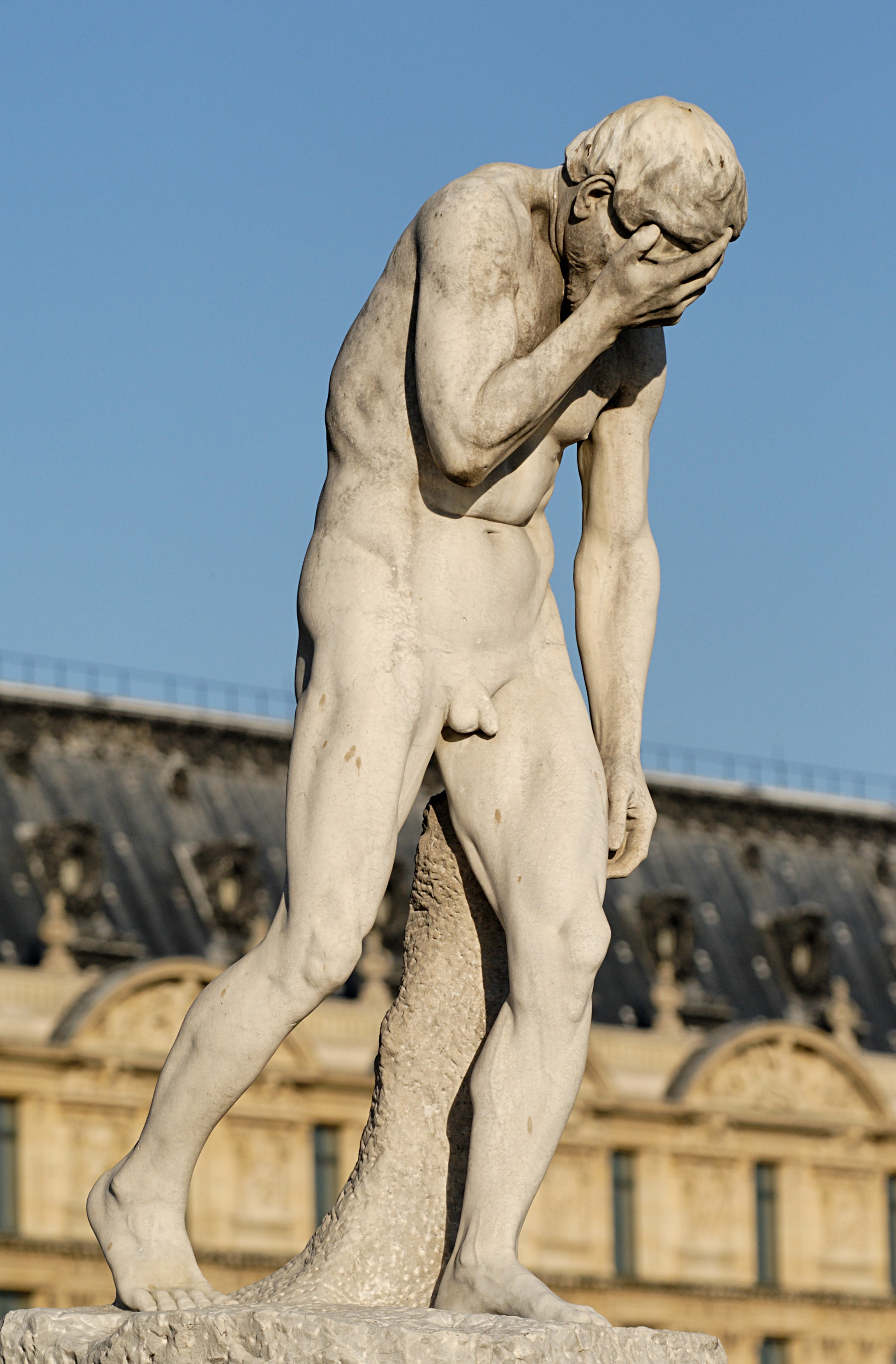
Caín por Henri Vidal

Los defensores de la identidad cristiana creen que Eva tuvo hijos con Satanás y con Adán, creen que Eva fue seducida por la Serpiente (Satanás), compartió su estado caído con Adán al acostarse con él y dio a luz gemelos con diferentes padres: el hijo de Satanás, Caín y el hijo de Adán, Abel. Esta creencia se conoce como la doctrina de la semilla o simiente de la serpiente. Según la doctrina de la semilla dual (dual-seed) de la identidad cristiana, Caín se convirtió en el progenitor de los judíos en sus apareamientos posteriores con miembros de las razas no adámicas.
La idea de la semilla de la serpiente, que atribuye la ascendencia de monstruos legendarios como Grendel a Caín, estaba algo extendida en la Edad Media. También aparece en los primeros textos cristianos gnósticos, así como en algunos textos judíos, por ejemplo, un libro del siglo IX titulado Pirke De-Rabbi Eliezer. En Caín: Hijo de la serpiente (1985), David Max Eichhorn, remonta la idea a los primeros Midrashim judíos e identifica a muchos rabinos que enseñaron la creencia de que Caín era el hijo de la unión entre la Serpiente y Eva.
Algunos rabinos cabalistas también creen que Caín y Abel tenían un origen genético diferente al de Set. Esta enseñanza se basa en la teoría de que Dios creó dos "Adams" (Adán significa "hombre" en hebreo). A uno le dio un alma y al otro no le dio un alma. El que no tiene alma es la criatura conocida en el cristianismo como la Serpiente. Los cabalistas llaman a la serpiente el Nahas (que significa la serpiente en hebreo).
Una influencia fundamental en las opiniones del movimiento de la Identidad Cristiana sobre el pre-Adanismo fue el libro de Charles Carroll de 1900: ¿El negro una bestia o creado en la imagen de Dios?. En el libro, Carroll concluyó que Adán solo dio a luz a la raza blanca y que la raza blanca se hizo a imagen y semejanza de Dios, mientras que los negros son bestias pre-Adanitas que no podrían haber sido creadas a imagen y semejanza de Dios porque «son bestiales, inmorales y feos». Carroll afirmó que las razas pre-Adanitas como los negros no tenían alma. Carroll creía que el mestizaje era un insulto a Dios, porque arruinaba el plan racial de la Creación. Según Carroll, la mezcla de razas también había llevado a los errores del ateísmo y el evolucionismo.

### Creacionismo
Los defensores de la identidad cristiana creen que tanto el Universo como la Tierra tienen miles de millones de años y que las razas no caucásicas fueron creadas hace cientos de miles o incluso millones de años. Sin embargo, creen que Adán (que era el padre de la raza blanca o caucásicos) solo fue creado hace unos 6.000 años.
Wesley Swift criticó fuertemente al Creacionismo de la Tierra joven y la visión tradicional judeocristiana de que el Diluvio universal fue global. En cambio, creía que la inundación solamente fue local y que la Tierra tenía miles de millones de años. Los partidarios de la identidad cristiana afirman que el diluvio narrado en el libro del Génesis solamente se elevó lo suficiente como para inundar la región de la cuenca del Tarim, por debajo del nivel del mar (Génesis 7:20), y que por lo tanto, la palabra hebrea Eretz, que aparece en esos versículos debería traducirse como "tierra" (un terreno), en lugar de "La Tierra" (el planeta Tierra).

### Racialismo
El racialismo o racismo científico, es una filosofía basada en la raza, es el principio básico de la identidad cristiana, y la mayoría de los seguidores de la identidad cristiana (Christian Identity) son nacionalistas blancos que apoyan la segregación racial.
Algunos partidarios de la identidad cristiana creen que los judíos están genéticamente obligados por su ascendencia satánica y edomita a llevar a cabo una conspiración contra el linaje adánico, y que los judíos han logrado hoy en día un control absoluto y completo del planeta Tierra, mientras que ellos mismos afirman tener el estatus de pueblo elegido por Dios. Los seguidores de la identidad cristiana se adhieren a los puntos de vista cristianos tradicionales sobre el papel de la mujer, el aborto y la homosexualidad, y también creen que el mestizaje racial es un pecado contra la Ley de Dios establecida en el libro de Génesis 1:24–25, donde se ordena a todas las criaturas que se reproduzcan con ejemplares de su misma especie. Además de sus puntos de vista raciales fundamentalistas, los partidarios de la identidad cristiana se distinguen del fundamentalismo cristiano protestante en diversas áreas de la teología. Algunos partidarios de la identidad cristiana siguen la ley mosaica del Antiguo Testamento (por ejemplo, las restricciones dietéticas (Kashrut), el descanso sabático del séptimo día y ciertos festivales anuales como la Pascua judía). También es común que algunos partidarios de la Identidad Cristiana utilizen únicamente la Biblia del Rey Jacobo, algunos siguen al Movimiento del Nombre Sagrado, e insisten en usar los nombres hebreos originales al referirse a Dios Padre (Yahweh) y a Jesucristo (Yahshua). Algunos escritores de la identidad cristiana critican las ediciones modernas de la Santa Biblia, así como a los judíos, por su eliminación del nombre hebreo original de Dios de la Santa Biblia. Aunque su adhesión a la ley mosaica del Antiguo Testamento puede hacerlos parecer "judíos"; Afirman que la interpretación judía de la ley ha sido corrompida a través del Talmud de Babilonia. A diferencia de muchos fundamentalistas protestantes, los partidarios de la identidad cristiana rechazan la noción del Arrebatamiento, creyendo que es una doctrina judaizante que la Santa Biblia no enseña.

### Fin del mundo y Armagedón
Los partidarios de la identidad cristiana creen en la Segunda Venida y en el Armagedón. Las predicciones varían, incluida una guerra santa racial (en inglés: Racial Holy War) o (Rahowa), y una toma de control de los Estados Unidos por parte de las Naciones Unidas, contando con el apoyo y la aprobación de los judíos, y respaldan la lucha armada contra lo que ellos consideran fuerzas del Mal.

### Mezcla de razas
Los partidarios de la identidad cristiana afirman que las enfermedades, las adicciones, el cáncer y las infecciones de transmisión sexual (herpes y VIH/SIDA) se transmiten por "roedores humanos" a través del contacto con "personas impuras", como los "mezcladores de razas". Los Evangelios apócrifos, particularmente el primer Libro de Enoc, se usan para justificar estas teorías sociales, los ángeles caídos del Cielo deseaban sexualmente a las mujeres de la Tierra y las tomaron como esposas, lo que resultó en el nacimiento de abominaciones, por ello Dios ordenó al Arcángel San Miguel que destruyera las abominaciones, comenzando así una guerra cósmica entre la Luz y la Oscuridad. Los seguidores de la identidad cristiana creen que las bestias y las personas de otras razas contaminan a los blancos, y consideran el mestizaje como una infracción de la Ley de Dios.

### Homosexualidad
Los predicadores de la Identidad Cristiana proclaman que según la Santa Biblia; "el castigo para la homosexualidad es la pena de muerte". Levítico 20:13; "Si un hombre se acostare con otro varón, como se acostaría con una mujer, ambos han cometido una abominación: seguramente serán ejecutados; su sangre será sobre ellos".

### Usura
Éxodo 22:25, Levítico 25:35–37, y Deuteronomio 23:19-20, condenan explícitamente la usura. Ezequiel 18:13 declara: "El que se ha entregado a la usura y ha aumentado su riqueza: ¿vivirá entonces? No vivirá: ha hecho todas estas abominaciones; seguramente morirá; su sangre estará sobre él".

### Antisemitismo
Los seguidores de la identidad cristiana rechazan la etiqueta de "antisemitas", afirmando que no pueden ser antisemitas, ya que los verdaderos semitas; "Hoy son las grandes naciones cristianas blancas del Mundo occidental", y los judíos modernos son considerados como unos descendientes de los cananeos.

## Política y economía
La política de la identidad cristiana fue revisada por primera vez por Howard B. Rand y William J. Cameron después de la Gran Depresión. En 1943, Rand publicó el artículo "Recopilación de la Ley Divina" que discutía los desafíos políticos y económicos de la época. Un extracto del artículo dice: "No podremos continuar de acuerdo con el viejo orden. Ciertos grupos ya están planificando una economía planificada para nuestra nación; pero solo intensificará el sufrimiento y la necesidad del pasado y traerá a nuestros pueblos todos los males que resultarán de tal planificación por parte de un grupo de hombres que no toman en consideración los principios fundamentales que subyacen a la Ley divina".
Si bien Rand nunca admitió formalmente a qué grupos se refería específicamente, su odio por los judíos, la integración racial y el estado económico del país en ese momento hicieron obvia la dirección de sus comentarios. Identificar problemas económicos específicos no era el único objetivo que Rand tenía en mente. Comenzó a analizar cómo hacer que estos cambios sucedan a través de cambios legales; creando así planes estratégicos para integrar la Santa Biblia en la Ley y la economía estadounidense. El primer objetivo era denunciar todas las leyes hechas por el hombre y reemplazarlas con leyes de la Santa Biblia. El segundo objetivo era crear un estado económico que reflejara las enseñanzas de la Santa Biblia. Tanto Howard Rand como William Cameron creían en estos principios y esto se debía a que, según las enseñanzas de la identidad cristiana, tenían acceso al conocimiento sobre la Ley de Dios. Como tenían acceso a la información, eran los responsables de influir en la ley civil terrenal para mantener los estándares de la Ley de Dios. Si bien William Cameron estuvo de acuerdo con el argumento inicial de Rand, centró sus escritos más específicamente en cambiar la economía estadounidense. Uno de los artículos de Cameron "La Ley Económica de Dios" hablaba de que la Santa Biblia apoya el individualismo y la justicia social con respecto a la economía. También creía que el Gobierno federal de los Estados Unidos no tenía derecho a gravar la tierra u otras formas de propiedad privada. De acuerdo con esta doctrina, los reembolsos de los impuestos deberían aplicarse a los viajes de vacaciones familiares, o a los festivales nacionales de los movimientos de la identidad cristiana. Asimismo, para mejorar el futuro económico de los Estados Unidos, no se deben aplicar intereses a las cuentas pagadas con crédito, y no se deben imponer impuestos durante el tiempo de viaje de los bienes desde un fabricante hasta el consumidor final. El punto en común que compartieron Rand y Cameron fue que, si bien no estaban de acuerdo con la forma en que operaba el supuesto Gobierno de Ocupación Sionista, ninguno de los dos se resistió a las políticas fiscales actuales. Gordon Kahl fue el primer creyente de la identidad cristiana que tomó los principios fundacionales de Rand y Cameron, y los aplicó para tomar medidas contra el gobierno federal. Kahl creía que estaban en el camino correcto con respecto a lo que habían de lograr para cambiar las políticas públicas, sin embargo, sentía que sin tomar medidas contra los infractores, no se realizarían cambios reales. En 1967 dejó de pagar impuestos porque sentía que "estaba pagando un diezmo a la sinagoga de Satanás". Kahl mató a dos aguaciles federales en 1983. Antes de ser atrapado por los asesinatos que cometió, Kahl escribió una nota en la que decía "nuestra nación ha caído en manos de personas extrañas, estos enemigos de Cristo tomaron su Manifiesto Comunista Judío, y lo incorporaron a las leyes estatutarias de nuestro país, y a nuestra Constitución, y echaron nuestro derecho cristiano anglosajón al basurero".
La doctrina de la identidad cristiana afirma que la raíz del mal es el papel moneda, (en particular, los billetes de la Reserva Federal estadounidense), y que la usura y la banca privada están controladas por los judíos. La creación del Sistema de la Reserva Federal en 1913, cambió el control del dinero del Congreso de los Estados Unidos a las instituciones bancarias privadas, en una clara violación de la Constitución de Estados Unidos. El sistema monetario alienta a la Reserva Federal a solicitar crédito, creando billones de dólares estadounidenses en deuda del Gobierno de federal de los Estados Unidos, y permitiendo que los banqueros judíos internacionales controlen Norteamérica. Las tarjetas de crédito, los billetes y las computadoras se consideran el cumplimiento de la escritura bíblica que advierte contra la Bestia del Apocalipsis (es decir, la banca) como se cita en Apocalipsis 13:15-18. El predicador de la identidad cristiana Sheldon Emry afirma que: "La mayoría de los propietarios de los bancos más grandes de América son de ascendencia judía asquenazí de Europa del Este, y están conectados con los bancos europeos judíos de la Familia Rothschild", por lo tanto, en la doctrina de la identidad cristiana, la conspiración bancaria global está dirigida y controlada por los intereses políticos, económicos y bancarios judíos.

## Organizaciones
Los grupos de la identidad cristiana incluyen a: El Pacto, La Espada y el Brazo del Señor, el Sacerdocio de Fineas, la Nación Aria, el Ejército Republicano Ario, la Asamblea de Soldados Cristianos, la Liga de Defensa Cristiana, la Iglesia de Cristo de LaPorte, la Ciudad de Elohim, Posse Comitatus, el Partido Patriota Blanco, la Iglesia de Jesucristo Cristiano, Misión a Israel, la Iglesia de Israel de Dan Gayman, La Capilla del Pastor, los Ministerios de la Identidad del Reino, los Caballeros de la Camelia Blanca y el Ku Klux Klan.
Se ha acusado a la rama sudafricana de la identidad cristiana de participar en actividades terroristas, incluidos los atentados terroristas de 2002 en Soweto.
Los grupos de la identidad cristiana en el Reino Unido incluyen a la Orden Cristiana de las islas británicas.